# احمد جواشی
احمد چاوشی (عربی: أحمد الجوشی؛ زادهٔ ۱۳ ژوئیهٔ ۱۹۷۵) یک بازیکن فوتبال اهل تونس است. 
- مشارکت‌کنندگان ویکی‌پدیا. «Ahmed Jaouachi». در دانشنامهٔ ویکی‌پدیای انگلیسی، بازبینی‌شده در ۱۵ ژوئیه ۲۰۱۴.
- «Ahmed Jaouachi». دریافت‌شده در ۱۵ ژوئیه ۲۰۱۴.[پیوند مرده]